# Val Rezzo
Val Rezzo – miejscowość i gmina we Włoszech, w regionie Lombardia, w prowincji Como.
Według danych na rok 2004 gminę zamieszkiwało 217 osób, 36,2 os./km².